# Saint-Pierre-le-Chastel
Saint-Pierre-le-Chastel – miejscowość i gmina we Francji, w regionie Owernia-Rodan-Alpy, w departamencie Puy-de-Dôme.
Według danych na rok 1990 gminę zamieszkiwało 326 osób, a gęstość zaludnienia wynosiła 19 osób/km² (wśród 1310 gmin Owernii Saint-Pierre-le-Chastel plasuje się na 530. miejscu pod względem liczby ludności, natomiast pod względem powierzchni na miejscu 553.).